# SMERSJ
SMERSJ, eller Smersj, en förkortning för Smert Sjpionam (Смерть Шпионам; "död åt spioner"), avser den organisation som drev Sovjets militära kontraspionage under andra världskriget, april 1943 – maj 1946. Organisationen skapades av Stalin. 
I själva verket bestod organisationen av tre separata delar: ОКР Смерш НКВД som säkerhetstjänsten NKVD ansvarade för, УКР Смерш НКВМФ som Sovjetmarinen skötte samt ГУКР Смерш НКВС som tillhörde flygvapnet. Först föreslogs namnet СМЕРНЕШ – Смерть немецким шпионам ("död åt tyska spioner"), men då protesterade Stalin som ville att verksamheten skulle riktas mot alla spioner. Några av de mest kända SMERSJ-cheferna var Viktor Abakumov, Pavel Sudoplatov och Ivan Serov, senare chef för KGB 1954–1958.
Många skönlitterära verk har senare förlängt SMERSJ:s existens, bland annat Ian Fleming i sina James Bond-böcker.
SMERSJ skrivs vanligen med versaler eftersom det är en förkortning.

## Populärkultur
I James Bond dyker SMERSJ för första gången upp i Casino Royale där det visar sig vara Le Chiffres uppdragsgivare. Gruppen återkommer senare i Leva och låta dö, Kamrat Mördare och Goldfinger.
I filmerna förvandlades SMERSJ i stort sett till S.P.E.C.T.R.E. och förekom då i Agent 007 ser rött med flera filmer. Dessutom nämns den avsomnade gruppen i Iskallt uppdrag som uppväckt och på jakt efter nya spioner. Det visar sig vara ett villospår.
John Gardners romaner om Bond innehåller också flera referenser till SMERSJ, framförallt Iskallt för 007.